# Oxylebius pictus
Oxylebius pictus är en fiskart som beskrevs av Gill 1862. Oxylebius pictus ingår i släktet Oxylebius och familjen Hexagrammidae. Inga underarter finns listade i Catalogue of Life.